# Виноградненское сельское поселение (Крым)
Виноградненское сельское поселение (укр. Виноградненська сільське поселення, крымскотат. Чукъул кой юрту, Çuqul köy yurtu) — муниципальное образование в Ленинском районе Республики Крым России, на Керченском полуострове.
Административный центр — село Виноградное.

## Население
| 2001  | 2014  | 2015  | 2016  | 2017  | 2018  | 2019  |
| ----- | ----- | ----- | ----- | ----- | ----- | ----- |
| 1484  | ↘1132 | ↘1131 | ↘1121 | ↘1113 | ↘1089 | ↗1090 |
| 2020  | 2021  |       |       |       |       |       |
| ↘1067 | ↘1038 |       |       |       |       |       |

## Состав сельского поселения
| № | Населённый пункт | Тип населённого пункта       | Население |
| - | ---------------- | ---------------------------- | --------- |
| 1 | Виноградное      | село, административный центр | ↘1044     |
| 2 | Романово         | село                         | ↘88       |

## История
В 1975 году был образован Виноградненский сельский совет.
Статус и границы Виноградненского сельского поселения установлены Законом Республики Крым от 5 июня 2014 года № 15-ЗРК «Об установлении границ муниципальных образований и статусе муниципальных образований в Республике Крым».